# Woya
Woya est un groupe de musiciens et chanteurs originaires de la Côte d'Ivoire. Créé en 1984, dans la ville de Divo, il fut dissous 1988. Néanmoins des tentatives pour reformer le groupe ont été entreprises en 1990 puis en 1998.

## Histoire
Woya est un groupe de musiciens qui a été crée par Marcellin Yacé et François Konian en 1984 dans la ville de Divo, situé à l'ouest de la Côte d'Ivoire, à l'initiative de Konian Kodjo Félicien, maire de ville entre 1981 et 1990[réf. souhaitée]. Composé de jeune de moins de 20 ans, l'orchestre regroupait de jeunes talents comme David Tayorault, Marino, Tipo, Diby et Tiane. Combinant un style afro zouk, afro pop et Mapouka, le succès est très tôt au rende-vous pour le groupe avec des spectacles en Côte d'Ivoire et entre 1985 et 1987 en Afrique de l'ouest.

## Dislocation et tentatives de réunifications
L'orchestre Woya en dépit de son succès sur la scène musicale ivoirienne et africaine est dissoute pour la première fois en 1998[réf. souhaitée]. Par la suite, Marcellin Yacé et Manou Galo s'installent à Abidjan et en France pour César Anot. Des tentatives de relance ont été entrepris en 1990 et 1998 sans succès. Une série de malheur va frapper le groupe avec le décès de Marino, le guitariste du groupe, le 17 janvier 1998 et de Marcellin Yacé en septembre 2002 lors du coup d'état manqué du 19 septembre 2002,,.

## Membres
Marcelin Yacé, Manou Gallo, David Tayorault, Marino, Tipo, Diby, Tiane, ont été les membres du groupe de sa création en 1984 jusqu'à sa dissolution en 1998 avec les décès de Marino en 1998, remplacé par Freddy Assogbah et de Marcellin Yacé en 2002[réf. souhaitée].

## Discographie
- Kacou Ananzê sorti en 1985
- Ewé, album sorti en 1987
- Il faut l’argent / Mama Feza, sorti en 1988[7]
- La tradition en mouvement, sorti en 1992
- Come Back, album sorti en 1998
- L'indispensable, album sorti en 1999
- Hier, Aujourd'hui, Toujours, album sorti en 2004